# Quy y
Quy y (zh. 皈依, sa. शरण śaraṇa, pi. सरण saraṇa, bo. skyabs) còn được gọi là quy đầu (zh. 歸投), ngưỡng trượng (zh. 仰仗), y thác (zh. 依托). Quy y trong Phật giáo có nghĩa là quy y Tam bảo (chỉ Phật, Pháp và Tăng). Nghĩa là y thác vào Phật, Pháp, Tăng ba ngôi có thể bảo hộ che chở, cũng gọi là Quy y Tam Bảo.
Chữ Quy (歸) có nghĩa ở đây là trở về, theo về, y (依) là nương nhờ hay thuận theo, làm theo lối đã định, 三歸依 tam quy y là quy y Tam bảo. Chữ Quy cũng được viết là 皈 gồm bộ thủ Bạch 白 ("cõi sáng") và chữ Phản 反, "quay về" và như vậy, có nghĩa là "quay về cõi sáng", "dốc lòng tin theo". Trong các bộ Phệ-đà (sa. veda), từ śaraṇa có nguyên nghĩa là "bảo hộ", "cứu tế" hoặc "chỗ tị nạn", "chỗ bảo hộ", ý là chỗ chúng sinh có thể đến, thân được an toàn, tâm được vô ưu. Quy y Tam bảo của Phật giáo chỉ sự nương vào uy lực của Tam bảo để đạt được an ổn vô hạn của tâm thức, thoát mọi khổ não. Câu-xá luận quyển thứ 14 (Đại Chính 29.76c) nói:
"Nghĩa của Quy y là gì? Là cứu tế; vì nương vào đó mà người ta có thể vĩnh viễn thoát khỏi mọi khổ ách".
Người hâm mộ Phật pháp khi nhập môn tất phải thực hiện nghi thức quy y; thệ nguyện quy y Phật, quy Pháp, quy y Tăng xong mới chính thức được xem là một đệ tử Phật.
Người đã quy y có thể là một Phật tử, cư sĩ, tu tại gia hay là xuất gia theo tăng đoàn.

## Thệ nguyện

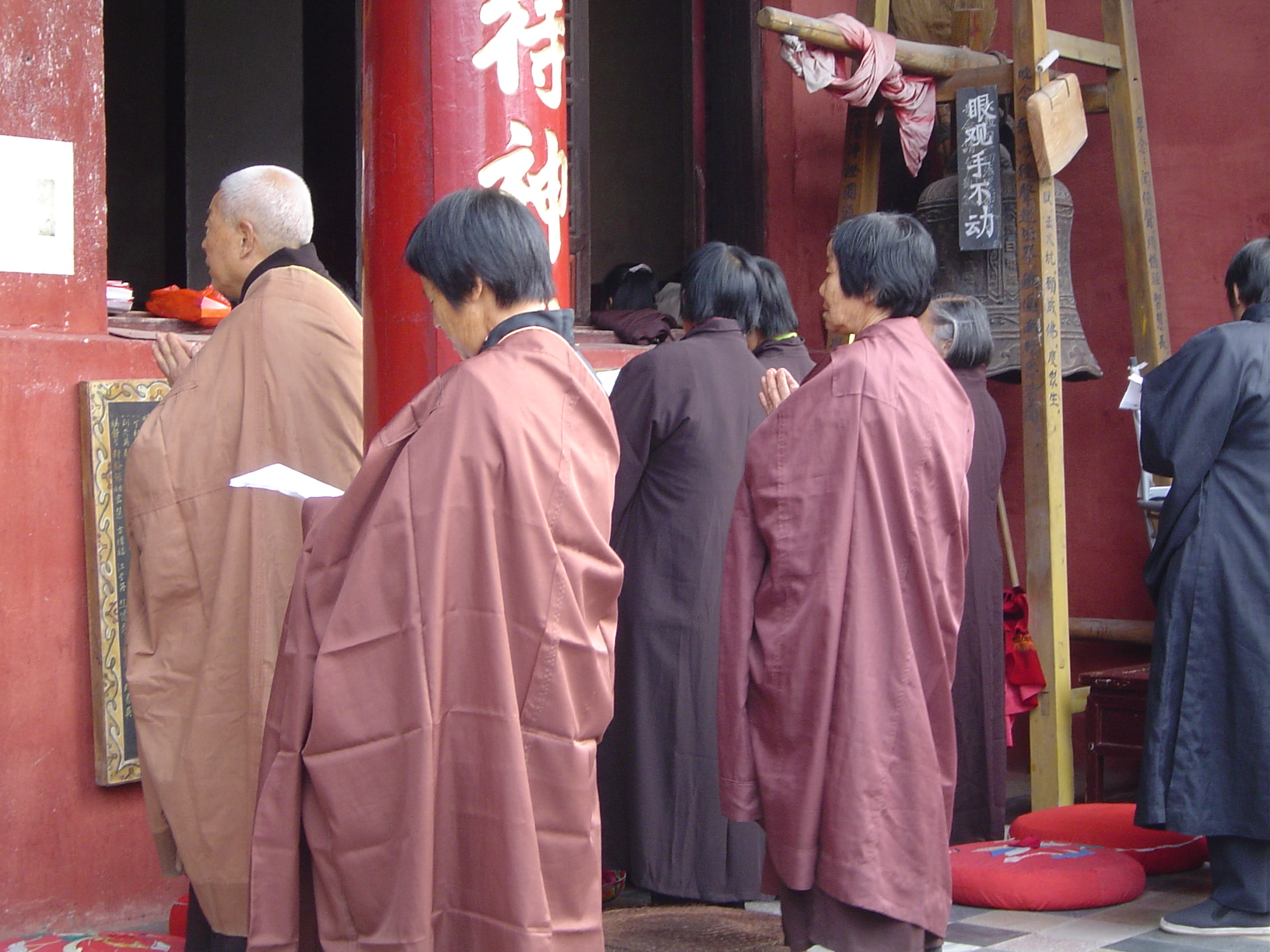
Những cư sĩ Phật giáo tại An Huy, Trung Quốc

Nếu hành giả muốn thực hiện quy y thì tự đặt mình vào con đường tu học của nhà Phật bằng cách giữ giới. Một nguyện vọng tất yếu luôn được thực hiện một cách mặc định khi hành giả quy y Tam bảo là không được sát hại chúng sinh. Tuỳ theo các tông phái Phật giáo mà phương pháp thực hiện quy y và nguyện vọng có thể khác nhau. Năm giới sau có thể được xem là những thành phần của một nghi thức thực hiện quy y:
1. Không sát sinh
2. Không trộm cắp
3. Không tà dâm
4. Không nói dối
5. Không uống rượu

## Những lời khuyên khi quy y
Để thật sự quy y
- Phật thì hành giả nên tiếp cận ngay bậc thầy, tức là đức Phật
- Pháp thì hành giả nên học hỏi và thực hành Phật pháp
- Tăng thì hành giả nên kính trọng Tăng-già và tu học như thế nào để đúng với gương của Tăng-già.
Hành giả nên cố gắng
- điều chế ba cửa ải là thân, khẩu và ý, thay vì để các giác quan khống chế. Không nên nói lời thô lỗ, không nên nghi hoặc và cố gắng không phán đoán.
- sống một cách hoà thuận và giữ giới
- tôn trọng tất cả chúng sinh
- thực hiện nghi lễ đặc biệt ít nhất là ở hai dịp trong năm, đó là rằm tháng tư, kỉ niệm ngày Phật đản sinh và ngày mồng 4 tháng 6 Âm lịch để kỉ niệm ngày Phật chuyển Pháp luân, thuyết bài kinh đầu tiên ở Sarnath.

## Nguyên văn Tam quy y
Tam quy y (sa. triśaraṇa; pi. tisaraṇa) là quy y Tam bảo: Phật, Pháp, Tăng. Hành giả niệm ba quy y, tự nhận Phật là đạo sư, Pháp là "thuốc chữa bệnh" và Tăng-già là bạn đồng học. Ba quy y cũng là một phần quan trọng trong mỗi buổi hành lễ.
| बुद्धं शरणं गच्छामि धर्मं शरणं गच्छामि संघं शरणम्गच्छामि | Buddhaṃ śaraṇaṃ gacchāmi Dharmaṃ śaraṇaṃ gacchāmi Saṃghaṃ śaraṇam gacchāmi | Con xin quy y Phật Con xin quy y Pháp Con xin quy y Tăng |

Thông thường, Tam quy y được lặp lại ba lần.
| द्वितीयमपि बुद्धं शरणं गच्छामि | dvitīyam api buddhaṃ śaraṇaṃ gacchāmi | Lần thứ hai con xin quy y Phật |

...(lặp lại cho Pháp & Tăng)
Và
| तृतीयमपि बुद्धं शरणं गच्छामि | tṛtīyam api buddhaṃ śaraṇaṃ gacchāmi | Lần thứ ba con xin quy y Phật |

...(lặp lại cho Pháp & Tăng)

## Quy y theo truyền thống Phật giáo Tây Tạng
Trong các tông phái Phật giáo Tây Tạng, lễ quy y rất quan trọng và là điều kiện tiên quyết của mọi tu học về Pháp (sa. dharma). Quy y của Phật giáo Tây Tạng khác với Quy y Tam bảo trong Nguyên thủy hoặc Đại thừa. Ba đối tượng quy y thông thường là: 1. Phật, 2. Pháp (sa. dharma) và 3. Tăng (sa. saṅgha). Trong Kim cương thừa được lưu hành tại Tây Tạng, ngoài Tam bảo (Phật, Pháp, Tăng), còn thêm một đối tượng nữa là Lạt-ma, vị đạo sư. Trong một số trường phái, có thể có đến sáu đối tượng quy y, tức là ngoài Tam bảo còn có thêm: 4. Lạt ma, 5. Thần Thể (bo. yidam) và 6. Không hành nữ (sa. ḍākinī).
Tầm quan trọng của Phật như là đạo sư và Tăng là giáo hội do Ngài xây dựng lên để truyền bá giáo pháp đã được xác lập rất sớm và xem như nhãn quan Phật giáo. Với sự thành hình của Đại thừa, tính chất quan trọng của đức Phật lịch sử giảm đi và thay vào đó là "Phật quả" có tính chất bao trùm, vượt thời gian. Đến Kim cương thừa, thì vị đạo sư lại trở nên quan trọng, đó là vị hoá thân của "Phật quả".
Trong giáo pháp Đát-đặc-la, người ta luôn luôn nhấn mạnh tính chất quan trọng của đạo sư, là người giúp hành giả trong các phép tu khó khăn. Kim cương thừa xem vai trò của đạo sư như là đối tượng quy y thứ tư và cho rằng vị đó là hiện thân của Tam bảo bắt nguồn trực tiếp từ các phép tu của trường phái này. Thời gian Kim cương thừa được truyền qua Tây Tạng cũng là thời điểm người ta bắt đầu thiết lập việc quy y đạo sư. Tiểu sử của Na-lạc-ba và Mật-lặc Nhật-ba còn ghi lại rất rõ điều này. Ngay cả A-đề-sa cũng nhấn mạnh đến việc quy y Lạt-ma và vì vậy ông được tặng danh hiệu "Quy y học giả" (bo. kyabdro paṇḍita).
Trong các tông phái Tây Tạng, khi hành giả chuẩn bị thiền quán phải để ý đến phần quy y và phát Bồ-đề tâm. Tương truyền rằng Na-lạc-ba quy y như sau: "Tâm ta là Phật hoàn toàn, Khẩu ta là Pháp hoàn toàn, Thân ta là Tăng hoàn toàn."